# Proteus (állatnem)
A Proteus a kétéltűek (Amphibia) osztályának farkos kétéltűek (Caudata) rendjébe, ezen belül a kopoltyús gőtefélék (Proteidae) családjába tartozó nem.

## Rendszerezés
A nembe az alábbi 1 élő faj és 1 fosszilis faj tartozik:
- barlangi vakgőte (Proteus anguinus) Laurenti, 1768
- †Proteus bavaricus Brunner, 1956 - a pleisztocén korban halt ki, de még nem tudjuk, hogy mikor jelent meg